# Cicutoxina
Cicutoxina é o principal componente do veneno colinérgico chamado cicuta. O elemento químico é sólido com a fórmula C17H22O2. A substância é encontrada em várias plantas, principalmente nas espécies apiáceas do gênero Cicuta. Essas plantas são tem como habitat terrenos pantanosos da América do Norte e Europa, todas contem cicutoxina. São facilmente confundidas com plantas com raízes comestíveis como a pastinaga, a cenoura selvagem e o ginseng.

## Toxicocinética

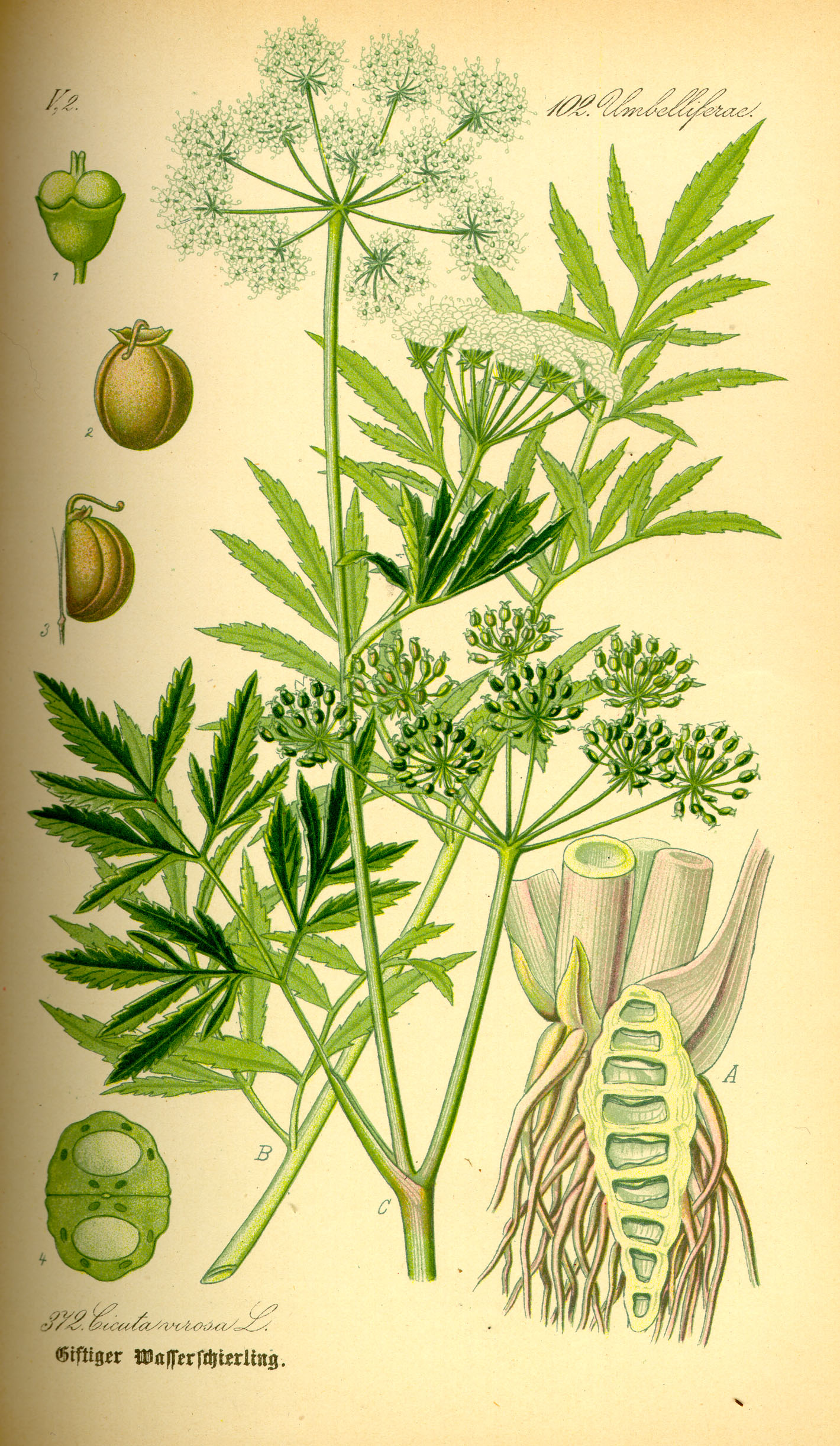
Toda a cicuta contem veneno, sendo a raiz da cicuta a parte mais venenosa

Quando a cicutoxina é isolada forma um óleo amarelado. Na planta o composto é estável, mas quando exposto ao ar, luz ou calor torna-se castanho conforme a cicutoxina é desfeita. Pode ser absorvido pela pele, inalada ou ingerida.

## Toxicodinâmica
Provoca morte diretamente do sistema nervoso central. É um antagonista potente e não competitivo dos receptores de ácido gama-aminobutírico A (GABAa). É capaz de bloquear os canais de potássio dos linfócitos T. Nos seres humanos, a cicutoxina produz sintomas de náusea, vômito e dor abdominal, tipicamente nos primeiros 15-60 minutos de ingestão. Em poucas horas (dose-dependente) causa tremores, convulsões, arritmia, hipertensão e insuficiência respiratória.  A Dose letal (LD50) é de 2.8 mg/kg.

## Tratamento
Os tratamentos mais utilizados são a administração de carvão ativado em menos de uma hora depois da ingestão para reduzir a quantidade de veneno absorvido no sistema, manutenção das vias aéreas abertas para evitar asfixia, reidratação para prevenir a desidratação pelo vômito e administração de diazepam para prevenir convulsões.

## História
Foi muito usada durante a história, desde tempos ancestrais, em assassinatos e suicídios. O caso mais famosos é o do filósofo Sócrates, acusado de corromper jovens com suas ideias revolucionarias.